# Ballon d'Or 1957

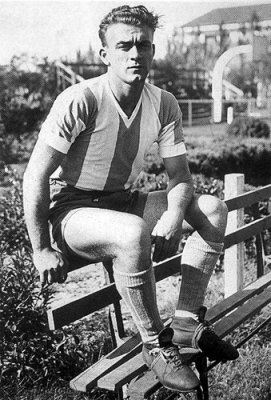
Alfredo Di Stéfano in 1947

De Ballon d'Or 1957 was de 2e editie van de voetbalprijs georganiseerd door het Franse tijdschrift France Football. De prijs werd gewonnen door de Argentijns-Spaanse speler Alfredo Di Stéfano (Real Madrid).
De jury was samengesteld uit 16 journalisten die aangesloten waren bij de volgende verenigingen van de UEFA: West-Duitsland, Oostenrijk, België, Tsjecho-Slowakije, Schotland, Spanje, Frankrijk, Hongarije, Engeland, Italië, Nederland, Portugal, Zweden, Zwitserland, Turkije en Joegoslavië.
De resultaten van de stemming werden gepubliceerd in editie 613 van France Football op 17 december 1957. 

## Stemprocedure
Elk jurylid koos de beste vijf spelers van Europa. De speler op de eerste plaats kreeg vijf punten, de tweede keus vier punten en zo verder. Op die wijze werden 240 punten verdeeld. 80 punten was het maximale aantal punten dat een speler kon behalen (in geval van een zestien koppige jury).

## Uitslag
| Plaats | Speler                  | Club                    | Stemmen | Stemmen | Stemmen | Stemmen | Stemmen | Stemmen | Punten |
| Plaats | Speler                  | Club                    | 1º      | 2º      | 3º      | 4º      | 5º      | Totaal  | Punten |
| ------ | ----------------------- | ----------------------- | ------- | ------- | ------- | ------- | ------- | ------- | ------ |
| 1º     | Alfredo Di Stéfano      | Real Madrid             | 12      | 3       |         |         |         | 15      | 72     |
| 2º     | Billy Wright            | Wolverhampton Wanderers | 1       | 2       | 2       |         |         | 5       | 19     |
| 3º     | Duncan Edwards          | Manchester United       |         | 1       | 3       | 1       | 1       | 6       | 16     |
|        | Raymond Kopa            | Real Madrid             |         |         | 3       | 3       | 1       | 7       | 16     |
| 5º     | Ladislao Kubala         | FC Barcelona            |         | 3       | 1       |         |         | 4       | 15     |
| 6º     | John Charles            | Leeds United / Juventus | 1       | 1       | 1       | 1       |         | 4       | 14     |
| 7º     | Edoeard Streltsov       | Torpedo Moskou          |         | 1       | 2       | 1       |         | 4       | 12     |
| 8º     | Tommy Taylor            | Manchester United       |         | 1       | 1       | 1       | 1       | 4       | 10     |
| 9º     | József Bozsik           | Honvéd                  | 1       |         |         | 2       |         | 3       | 9      |
|        | Igor Netto              | Dinamo Moskou           |         | 1       | 1       |         | 2       | 4       | 9      |
| 11º    | Lev Jasjin              | Dinamo Moskou           | 1       |         |         | 1       | 1       | 3       | 8      |
| 12º    | Gyula Grosics           | Honvéd / Tatabánya      |         | 1       |         | 1       | 1       | 3       | 7      |
|        | Francisco Gento         | Real Madrid             |         | 1       |         |         | 3       | 4       | 7      |
| 14º    | Juan Alberto Schiaffino | AC Milan                |         | 1       |         |         |         | 1       | 4      |
|        | Danny Blanchflower      | Tottenham Hotspur       |         |         | 1       |         | 1       | 2       | 4      |
|        | Miloš Milutinović       | Partizan Belgrado       |         |         | 1       |         | 1       | 2       | 4      |
| 17º    | Gerhard Hanappi         | Rapid Wien              |         |         |         | 1       | 1       | 2       | 3      |
|        | Johnny Haynes           | Fulham                  |         |         |         | 1       | 1       | 2       | 3      |
|        | Stanley Matthews        | Blackpool               |         |         |         | 1       | 1       | 2       | 3      |
| 20º    | Sándor Kocsis           | Young Fellows Juventus  |         |         |         | 1       |         | 1       | 2      |
|        | Horst Szymaniak         | Wuppertal SV            |         |         |         | 1       |         | 1       | 2      |
| 22º    | Kurt Hamrin             | Juventus / Padova       |         |         |         |         | 1       | 1       | 1      |
|        | Ladislav Novák          | AS Dukla Praag          |         |         |         |         | 1       | 1       | 1      |

## Trivia
- Duncan Edwards, die zestien punten scoorde, overleed op 21 februari 1958, vijftien dagen na de Vliegramp van München. Tommy Taylor, die tien punten behaalde, overleed ter plaatse.
- Het was de eerste, van in totaal vijf opeenvolgende keren, dat John Charles punten kreeg toebedeeld voor de Ballon d'Or. De laagste klassering die hij zou halen was de achtste plaats.

## Referentie
- Eindklassement op RSSSF

France Football:
1956 · 
1957 · 
1958 · 
1959 · 
1960 · 
1961 · 
1962 · 
1963 · 
1964 · 
1965 · 
1966 · 
1967 · 
1968 · 
1969 · 
1970 · 
1971 · 
1972 · 
1973 · 
1974 · 
1975 · 
1976 · 
1977 · 
1978 · 
1979 · 
1980 · 
1981 · 
1982 · 
1983 · 
1984 · 
1985 · 
1986 · 
1987 · 
1988 · 
1989 · 
1990 · 
1991 · 
1992 · 
1993 · 
1994 · 
1995 · 
1996 · 
1997 · 
1998 · 
1999 · 
2000 · 
2001 · 
2002 · 
2003 · 
2004 · 
2005 · 
2006 · 
2007 · 
2008 · 
2009 · 
2016 · 
2017 · 
2018 · 
2019 · 
2021 · 
2022 · 
2023 · 
2024